# 辛巴威簽證政策
辛巴威签证政策是指外國公民入境津巴布韦前必須從辛巴威使領館處取得签证，除享有豁免簽證或落地簽證資格的國家的公民外。

## 簽證地圖

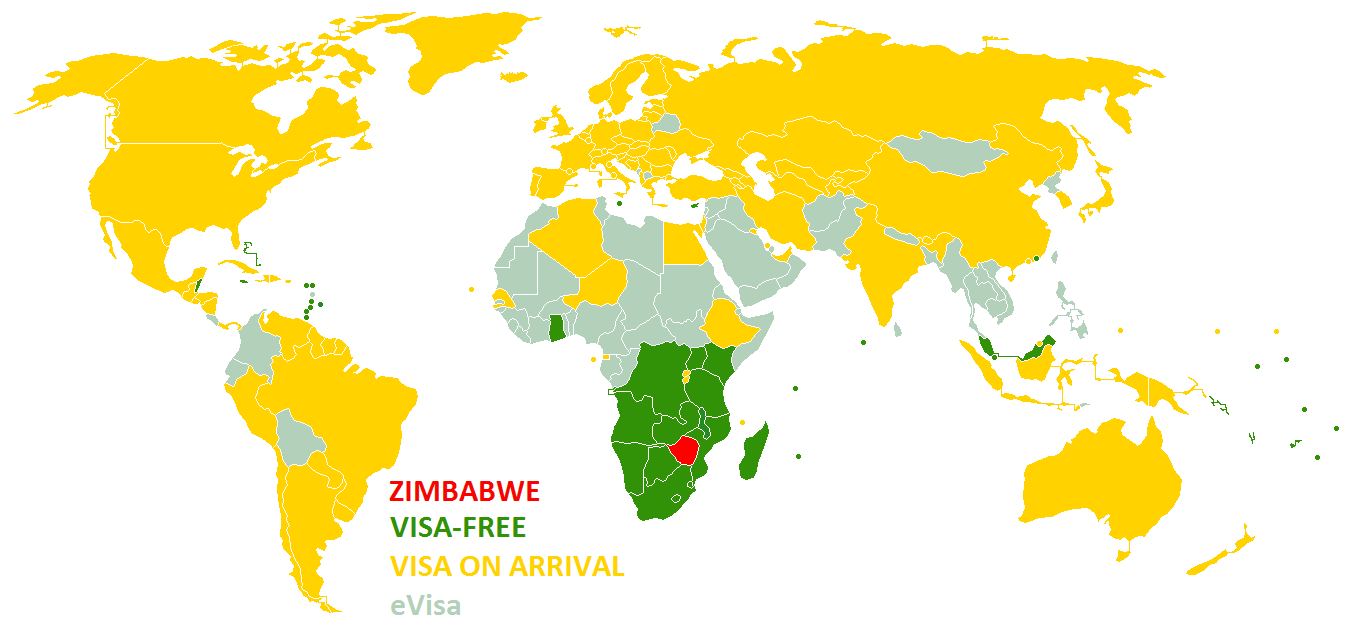
辛巴威簽證政策

## 免簽證
下列46個國家和地區的公民可免簽證入境辛巴威，並停留不超過3個月（除特別註明外）：
| - 安哥拉 - 安地卡及巴布達 - 阿鲁巴 - 巴哈马 - 开曼群岛 - 賽普勒斯 - 刚果民主共和国 - 斐济 - 格瑞那達 - 香港 (6个月) - 牙买加 - 基里巴斯 - 賴索托 - 马达加斯加 - 马来西亚 - 马拉维 - 馬爾地夫 | - 馬爾他 - 模里西斯 - 莫桑比克 (30天) - 纳米比亚 - 瑙鲁 - 圣基茨和尼维斯 - 圣卢西亚 - 萨摩亚 - 塞舌尔 - 新加坡 - 所罗门群岛 - 南非 - 坦桑尼亚 - 千里達及托巴哥 - 乌干达 - 尚比亞 |  |

## 落地簽證
下列103個國家和地區的公民可獲得落地簽證：
| - 欧盟公民 (除塞浦路斯和马耳他) \| - 阿尔巴尼亚 - 阿尔及利亚 - 安道尔 - 阿根廷 - 亞美尼亞 - 巴林 - 白俄羅斯 - 百慕大 - 不丹 - 巴西 - 英屬維爾京群島 - 加拿大 - 智利 - 中國 - 古巴 - 埃及 - 薩爾瓦多 - 赤道几内亚 - 衣索比亞 - 海地 - 冰島 - 印度 - 印度尼西亞 - 伊朗 - 以色列 \| - 日本 - 科威特 - 列支敦斯登 - 澳門 - 马绍尔群岛 - 墨西哥 - 密克羅尼西亞聯邦 - 摩尔多瓦 - 摩納哥 - 新西兰 - 尼加拉瓜 - 挪威 - 帛琉 - 巴勒斯坦 - 巴拿马 - 巴拉圭 - 秘魯 - 俄羅斯 - 卢旺达 - 圣马力诺 - 聖多美和普林西比 - 塞内加尔 - 塞爾維亞 - 苏里南 - 瑞士 - 土耳其 - 乌克兰 - 阿联酋 - 美国 - 乌拉圭 - 梵蒂冈 - 委內瑞拉 \| \| | |  |
| - 阿尔巴尼亚 - 阿尔及利亚 - 安道尔 - 阿根廷 - 亞美尼亞 - 巴林 - 白俄羅斯 - 百慕大 - 不丹 - 巴西 - 英屬維爾京群島 - 加拿大 - 智利 - 中國 - 古巴 - 埃及 - 薩爾瓦多 - 赤道几内亚 - 衣索比亞 - 海地 - 冰島 - 印度 - 印度尼西亞 - 伊朗 - 以色列 | - 日本 - 科威特 - 列支敦斯登 - 澳門 - 马绍尔群岛 - 墨西哥 - 密克羅尼西亞聯邦 - 摩尔多瓦 - 摩納哥 - 新西兰 - 尼加拉瓜 - 挪威 - 帛琉 - 巴勒斯坦 - 巴拿马 - 巴拉圭 - 秘魯 - 俄羅斯 - 卢旺达 - 圣马力诺 - 聖多美和普林西比 - 塞内加尔 - 塞爾維亞 - 苏里南 - 瑞士 - 土耳其 - 乌克兰 - 阿联酋 - 美国 - 乌拉圭 - 梵蒂冈 - 委內瑞拉 |  |

## 电子签
外国公民可以通过津巴布韦移民局的电子签证系统在线申请所有类型的签证（旅游，商务，居留和学习）。签证费可在线或在抵达时支付。 获得电子签证平均需要两个工作日。然而，由于许多因素，等待时间可能会有所不同。电子签证自签发之日起三个月内有效。
电子签可用于以下其中一个入境口岸：
- 贝特桥
- 哈拉雷国际机场
- 奇龙杜
- 李子树
- 穆塔雷
- Nyamapanda
- 卡里巴
- 维多利亚瀑布
- 约书亚Mqabuko Nkomo国际机场

## 通用护照

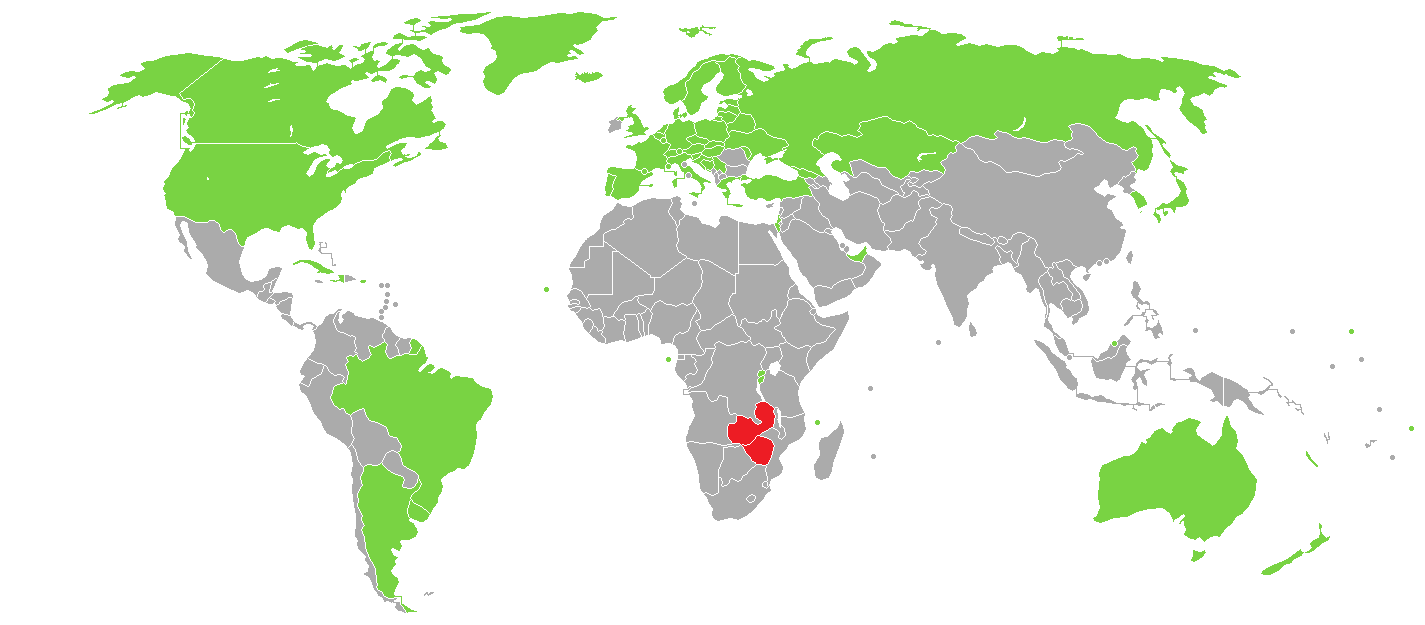
可申请KAZA签证的国家

津巴布韦和赞比亚于2014年11月28日推出了一项名为KAZA签证的通用签证。此签证可在抵达口岸时申请，可在赞比亚和津巴布韦（包括博茨瓦纳的乔贝国家公园）停留最长30天。第二阶段纳米比亚、安哥拉和博茨瓦纳有望加入此项目。在第三阶段，计划将有三个南部非洲发展共同体试点国家加入，在第四阶段，所有南共体国家都将计划成为通用签证项目的一部分。
通用签证项目于2015年由于签证贴纸用完以及两国之间的谅解备忘录到期而暂停。新的备忘录于2016年12月签署，将符合条件的国家（地区）名单从40个扩展到65个。在津巴布韦，可在Kazungula，津巴布韦维多利亚瀑布，哈拉雷国际机场和维多利亚瀑布机场入境口岸申请此签证。
可申请此签证的国家：
| - 安道尔 - 阿根廷 - 奥地利 - 白俄羅斯 - 比利时 - 巴西 - 加拿大 - 古巴 - 捷克 - 丹麦 - 爱沙尼亚 - 芬兰 - 法國 - 德国 - 希腊 - 海地 - 匈牙利 - 冰島 - 以色列 - 義大利 - 日本 | - 拉脫維亞 - 列支敦斯登 - 立陶宛 - 盧森堡 - 马绍尔群岛 - 摩尔多瓦 - 摩納哥 - 荷蘭 - 新西兰 - 挪威 - 波蘭 - 葡萄牙 - 俄羅斯 - 卢旺达 - 萨摩亚 - 聖多美和普林西比 - 塞爾維亞 - 斯洛伐克 - 斯洛維尼亞 - 西班牙 - 瑞典 - 瑞士 - 土耳其 - 乌克兰 - 阿联酋 - 英国 - 美国 - 乌拉圭 |  |

## 过境免签
孟加拉国和巴基斯坦公民即使过境也需要签证。所有其他国家的公民可以在同一天内通过任何津巴布韦国际机场过境6小时。